# Jurčičeva rojstna hiša
Jurčičeva rojstna hiša, tj. hiša, v kateri se je rodil Josip Jurčič, stoji na Muljavi in je urejena kot muzej na prostem.
Do leta 1826 so Jurčičevi predniki stanovali v najeti tuji leseni bajti (pajštbi), namenjeni preužitkarjem. Od tu tudi domače ime Pri Pajštbarju. Tega leta pa je Jurčičev ded postavil lastno, zidano hišo. Hiša je ohranjena v prvotni obliki in predstavlja dragocen spomenik kmečkega stavbarstva 19. stoletja. 
Leta 1928 so domačijo obnovili brez spreminjanja zunanjosti in notranjosti. Leta 1954 je hišo prevzel Zavod za varstvo kulturnih spomenikov, leta 1966 pa Slovenski etnografski muzej v Ljubljani. V hiši je ohranjena originalna oprema, ki jo je Etnografski muzej delno dopolnil z opremo iz svojih zbirk.
Zidan stanovanjski del (ki je podkleten) ima v sredini veliko vežo z odprtim ognjiščem in kuriščem peči. Bila je namenjena kuhanju in shranjevanju manjšega orodja. Od bivalnih prostorov ima domačija hišo kjer se je zadrževala družina in sta spala starša, manjšo kamro, ki je bila spalnica za otroke in še štibelc. 
Samo hišo in gospodarsko poslopje je muzej dopolnil z dodatnimi (prenesenimi ali zgrajenimi) poslopji. V sadovnjaku stoji čebelnjak s kopijami poslikanih panjskih končnic. Kašča, v kateri so hranili vso hrano in boljšo obleko je zaradi nevarnosti požarov ločena od glavne stavbe.
Poleg domačije je muzej zgradil Krjavljevo kočo, ki je primer bivališča vaškega bajtarja.
V dolini za domačijo domače gledališko društvo vsako leto uprizori predstave na prostem, postavljena je scena za predstavo igre Domen.